# Kemplich
Kemplich è un comune francese di 159 abitanti situato nel dipartimento della Mosella nella regione del Grand Est.

## Storia

### Simboli
Kemplich dipendeva dai Duchi di Lorena, da cui riprende il simbolo degli alerioni; le stelle ricordano l'abbazia di Belchamp, che aveva dei diritti sul territorio.

## Società

### Evoluzione demografica
Abitanti censiti